# Roales
Roales del Pan est une municipalité espagnole de la communauté autonome de Castille-et-León et de la province de Zamora. En 2021, elle compte 998 habitants.
L'édifice le plus emblématique de la localité est son église paroissiale de Nuestra Señora de la Asunción (Notre Dame de l'Assomption).